# ماه عسل ونیزی
ماه عسل ونیزی (ایتالیایی: Venetian Honeymoon) یک فیلم کمدی رمانتیک ایتالیایی-فرانسوی به کارگردانی آلبرتو کاوالکانتی است که در سال ۱۹۵۹ منتشر شد. این فیلم اقتباسی آزاد از زمان «شب‌های ونیزی» اثر آبل اِرمان است.

## گزیدهٔ بازیگران
- مارتین کارول
- ویتوریو دسیکا
- فیلیپ نیکو
- ژاک سرنا
- کلودیا کاردیناله
- جاکومو فوریا
- مارتیتا هانت
- آوه نینکی